# Karl-Josef Assenmacher
Karl-Josef Assenmacher (Hürth, 30 maggio 1947) è un ex arbitro di calcio tedesco.

## Biografia
Assenmacher nasce nella città di Fischenich, un quartiere di Hürth del Circondario del Reno-Erft, situato a sud-ovest di Colonia.

### Carriera
Ha iniziato ad arbitrare all'età di 29 anni, facendo il suo esordio il 6 agosto 1976 in una partita di DFB-Pokal,  Düsseldorf-Eintracht Trier 3-1. In carriera ha arbitrato 154 partite in Bundesliga, nella quale debutta il 26 agosto 1978 per il match Braunschweiger-Darmstadt 4-1 e 62 partite in 2. Bundesliga. Diventa arbitro internazionale della FIFA dal 1983 al 1993. Nelle competizioni europee per squadre di club fa il suo esordio il 25 luglio 1981 nella partita del Girone 3 della Coppa Intertoto Werder Brema-Malmö 1-0 totalizzando, tra il 1981 e il 1991, quattro direzioni arbitrali nel suddetto torneo. Vanta nella sua carriera 3 partite arbitrate nella Coppa Campioni, tre nella nuova edizione della UEFA Champions League, 8 sfide nella Coppa Uefa, e 4 match nella Coppa delle Coppe Diresse inoltre il 12 maggio 1993 la Finale della Coppa delle Coppe Parma-Anversa, terminata con la vittoria della squadra italiana per 3-1, collezionando in tutto in campo europeo, 22 partite dirette. Venne selezionato altresì per dirigere diverse partite di qualificazione per gli Europei, tra le quali Islanda-URSS 1-1 nel 1986, Bulgaria-Svizzera 2-3 e Italia-Norvegia 1-1 nel 1991. Per le qualificazioni ai Mondiali esordisce nel 1985 nella partita Ungheria-Paesi Bassi 0-1; in seguito arbitrerà solo due partite, tra le quali Grecia-Islanda 1-0 nel 1992, e Paesi Bassi-Inghilterra del 13 ottobre 1993; a causa di questa partita, la carriera di Assenmacher verrà segnata negativamente. Il match si concluse con la vittoria dei Tulipani per 2-0, risultato che compromise le speranze di qualificazione della nazionale inglese (allora guidata dal commissario tecnico Graham Taylor, costretto poi a dimettersi di lì a poco) per i mondiali di calcio del 1994. Successivamente Taylor e la maggior parte della stampa inglese criticarono aspramente alcune decisioni prese dall'arbitro tedesco in quell'incontro. All'inizio del secondo tempo, sullo 0-0, David Platt subì fallo al limite dell'area di rigore olandese da Ronald Koeman, mentre si avviava da solo verso il portiere avversario. Assenmacher fischiò la punizione, ma non applicò il regolamento che prevedeva l'espulsione del difensore olandese, limitandosi ad estrarre il cartellino giallo per quest'ultimo. Nel momento in cui il difensore Tony Dorigo tirò il calcio di punizione, un giocatore olandese non rispettò la distanza dal pallone, avvicinandosi troppo e impedendo così la regolare esecuzione del calcio da fermo che non fu ripetuto. Pochi minuti dopo anche l'Olanda ottenne un calcio di punizione al limite dell'area avversaria, e nel momento in cui Koeman eseguì il tiro, Paul Ince non rispettò la distanza (come in precedenza per l'Inghilterra), ma in questo caso Assenmacher fischiò l'infrazione, ammonendo il giocatore inglese e facendo ripetere la punizione. Al secondo tentativo del calcio piazzato, Koeman segnò il gol dell'1-0. In seguito gli Orange siglarono la seconda rete con Dennis Bergkamp, ma anche qui l'azione che precedette il gol fu viziata da un tocco con la mano dell'attaccante olandese. Tuttavia sul finire del primo tempo la squadra di casa si vede annullare, per fuorigioco inesistente, un gol regolare realizzato da Frank Rijkaard.
Una settimana dopo, il 19 ottobre 1993, la FIFA rilasciò una dichiarazione secondo cui Assenmacher, il quale avrebbe dovuto arbitrare il 17 novembre l'ultima partita di qualificazione del Gruppo 4 tra Belgio e Cecoslovacchia, sarebbe stato sostituito da un altro arbitro tedesco, Hellmut Krug. Tale dichiarazione recitava: "Dopo aver analizzato la prestazione di Assenmacher, il Comitato Arbitrale della FIFA ha deciso di sostituirlo con Krug". Assenmacher da lì in poi non dirigerà più una partita internazionale, perdendo così la possibilità di arbitrare alla fase finale del Campionato mondiale di calcio 1994.
L'ultima partita che conduce in carriera prima di ritirarsi è il playoff nazionale dell'8 giugno 1994, Eintracht Trier-SSV Ulm 1846 1-0, valevole per la promozione in Bundesliga.
Dopo essersi ritirato, Assenmacher si dedica allo sport del Tennistavolo, vincendo anche il Table Tennis World Master Series del 2003 e del 2008.